# Jan-Jacques Lambin

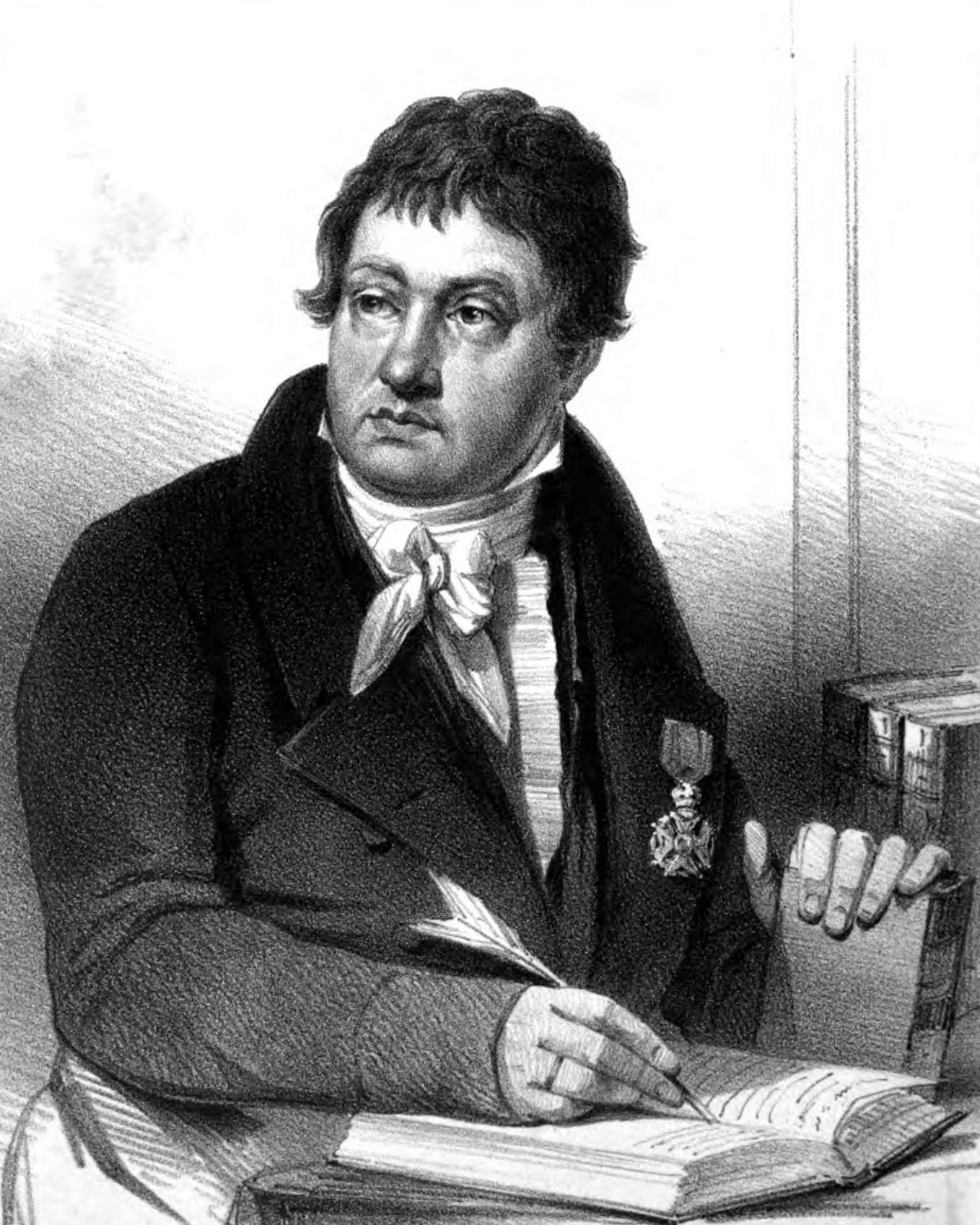
Een portret van Jan-Jacques Lambin, met zijn ereteken van de Leopoldsorde. (Uit: Ferdinand Van de Putte, "Biographie de Mr. Jean-Jacques Lambin", Annales de la Société d’Émulation pour l’histoire et les antiquités de la Flandre Occidentale, 3 (1841), 145-170.)

Jan-Jacques Lambin (ook Jan Jacob Lambin; Ieper, 15 juli 1765 - 17 januari 1841) was een Belgisch dichter, historicus, secretaris van de burgerlijke godshuizen van Ieper en eerste stadsarchivaris van zijn geboortestad. Hij was getrouwd met Marie Delphine Suzanne Verbeke (1771-1848).
Lambin genoot vanaf 1782 zijn opleiding in Kassel. Toen al gaf hij blijk van een historische interesse. In 1786 was hij terug in zijn geboortestad. Hier volgde hij een architectuuropleiding aan de tekenacademie, waar hij in 1788 de eerste prijs haalde. Vanaf 1797 trad hij in overheidsdienst, onder andere als ontvanger bij het registratiekantoor van Kortrijk. Vanaf 1808 was hij ontvanger en archivaris van de burgerlijke godshuizen van Ieper. Hij zou uiteindelijk opklimmen tot secretaris, een functie die hij bleef uitoefenen tot aan zijn dood.
Op 17 december 1819 werd Lambin door de Ieperse gemeenteraad benoemd als stadsarchivaris, wat hij de rest van zijn leven zou blijven. Daarnaast werd hij later (onbezoldigd) bibliothecaris. In een periode waarin haast alle stadsarchieven zich in een toestand van complete wanorde bevonden, slaagde hij enige orde te brengen in dat van Ieper. Zijn manier van werken kon op de goedkeuring rekenen van De Jonge, Gachard en Warnkoenig. Op 15 december 1840 volgde de grootste erkenning van zijn werkzaamheden: hij werd benoemd tot ridder in de Leopoldsorde.
Tot 1830 bleef hij actief als dichter, in rederijkersstijl. Verschillende prijzen vielen hem te beurt. Daarna zouden zijn werkzaamheden als historicus de overhand krijgen. In 1829 gaf Lambin een Tydrekenkundige lyst van onuitgegevene handvesten, opene brieven en andere bescheiden, rustende onder de archiven der stad Ypre, West-Vlaenderen, en die belangryk zyn voor de plaetselyke geschiedenis en voor dege van verscheidene andere steden van het ryk uit, waar hij in 1832 een vervolg aan gaf. De archivaris was ook lid van enkele belangrijke verenigingen. In de Annales van de Société d'Emulation pour l'histoire et les antiquités de la Flandre Occidentale, waar hij van bij de oprichting lid van was, publiceerde hij veelvuldig. Van de Société des antiquaires de la Morinie was hij vanaf de oprichting erelid. Zijn antwoord op een prijsvraag leverde hem een gouden erepenning op.

## Selectieve bibliografie
Een overzicht van de gepubliceerde werken van Lambin, is te vinden in Ferdinand Van de Putte, "Notice sur les bibliothèques modernes de la Flandre-Occidentale", Annales de la Société d’Émulation pour l’histoire et les antiquités de la Flandre Occidentale, 2 (1840), 267-269. Dit kan aangevuld worden met de referenties verzameld in Alphonse Diegerick, Liste des ouvrages, mémoires et notices concernant l'histoire de la ville d'Ypres, publiés depuis 1830, Ieper, 1878, waarin ook bijdragen in kranten en tijdschriften zijn opgenomen. Een door Lambin zelf opgestelde lijst van onuitgegeven werken, werd gepubliceerd in Ferdinand Van de Putte, "Biographie de Mr. Jean-Jacques Lambin", Annales de la Société d’Émulation pour l’histoire et les antiquités de la Flandre Occidentale, 3 (1841), 147-163.
- Geschiedkundige onderzoekingen op de aloude aenstellinge van den voogd en van de schepenen en raeden der Stad Ypre. Verrykt met geloofweerdige bescheeden, de wetten aen de Yprelingen gegeven door Philips Van Elstien, Grave Van Vlaenderen, en de naemlyst van de voogden van 't jaer 1208 tot 1791, Ieper, 1815.
- Tydrekenkundige lyst van onuitgegevene handvesten, opene brieven en andere bescheiden, rustende onder de archiven der stad Ypre, Westvlaenderen, en die belangryk zyn voor de plaetselyke geschiedenis en voor degene van verscheidene andere steden van het ryk, Ieper, 1829.
- Verhael van den moord van eenige schepenen, raeden en andere inwooners der stad Ypre, gebeurd den 29n en 30n November 1303, bewezen door echte bescheden, voormaels nooit in het licht gegeven, Ieper, 1831.
- Nalezingen of vervolg van de tydrekenkundige lyst van onuitgegevene handvesten, opene brieven en andere bescheiden, rustende onder de archiven der stad Ypre, Westvlaenderen, en die belangryk zyn voor de plaetselyke geschiedenis en voor degene van verscheidene andere steden van het ryk, in het licht gebragt ten jaere 1829. Verrykt met een berigt op dezelfde archiven, Ieper, 1832.
- "Mémoire sur les question suivantes, proposées par la Société des antiquaires de la Morinie", Mémoires de la Société des antiquaires de la Morinie, 1 (1833), 76-137.
- "Revue succincte de quelques comptes de la ville d’Ypres des 13e, 14e et 15e siècles", Messager des sciences et des arts de la Belqique ou nouvelles archives historiques, littéraires et scientifiques, 4 (1836), 181-192.